# Нафтотермінал
Нафтотермінал (рос. нефтетерминал; англ. oil terminal; нім. Erdölterminal m) — нафторезервуарний парк із станцією для перепомповування нафти. Інколи має пункт первинної підготовки нафти і призалізничну естакаду для заливання і опорожнення залізничних цистерн.
НАФТОТЕРМІНАЛ МОРСЬКИЙ, (рос. нефтетерминал морской; англ. sea oil terminal; нім. maritimer Erdölterminal m) — комплекс берегового нафтотерміналу і розміщеного в морі нафтоналивної пристані-буя, що з'єднані нафтопроводом, укладеним на дно моря.